# Кантон (Мичиган)
Кантон (англ. Canton) — хартийный тауншип в США в округе Уэйн штата Мичиган.
Кантон — западный пригород Детройта, расположенный примерно в 37 км к западу от центра Детройта и в 24,1 км к востоку от Анн-Арбора. По данным переписи 2020 года, население тауншипа составляло 98 659 человек, что делает его вторым по численности населения тауншипом Мичигана (после тауншипа Клинтон) и девятым по численности населения муниципалитетом в целом.

## География
По данным Бюро переписи населения США, общая площадь тауншипа составляет 36,14 квадратных миль (93,60 км²), из которых 36,11 квадратных миль (93,52 км²) занимает суша, а 0,03 квадратных мили (0,08 км²) (0,08%) — вода.

## Население
| 2010   | 2020    |
| ------ | ------- |
| 90 173 | ↗98 659 |

По данным переписи населения 2010 года, в тауншипе проживало 90 173 человека, насчитывалось 32 771 домохозяйство и 24 231 семья. Плотность населения составляла 2 121,5 человека на квадратную милю (819,1 человек на км²). Насчитывалось 34 829 единиц жилья со средней плотностью 789,8 человек на квадратную милю (304,9 человек на км²). Расовый состав тауншипа был следующим: 72,2% белые, 10,2% афроамериканцы, 0,2% коренные американцы, 14,1% азиаты (8,0% индийцы, 2,2% китайцы, 0,7% филиппинцы), 0,0% жители островов Тихого океана, 0,7% представители других рас и 1,91% представители двух или более рас; 3,1% населения были испаноязычными или латиноамериканцами любой расы.